# Stranraer Football Club
Maillots
Le Stranraer Football Club est un club écossais de football basé à Stranraer et évoluant en quatrième division écossaise. Fondé en 1870, il est le troisième plus ancien club écossais (après Queen's Park et Kilmarnock).

## Histoire
- 1870 : fondation du club

- 2024 : promu en D3

## Palmarès
- Championnat d'Écosse de troisième division (2)
  - Champion : 1994, 1998

- Championnat d'Écosse de quatrième division (1)
  - Champion : 2004

- Scottish Challenge Cup (1)
  - Vainqueur : 1997

- Scottish Qualifying Cup  (1)
  - Vainqueur : 1937
  - Finaliste : 1946 et 1947

## Entraîneurs
- 1973-1975 :  Eric Caldow
- 1975-1976 :  John Hughes

## Anciens joueurs
- Billy Ritchie